# سيرجي سباسوكوكوتسكي
سيرجي إيفانوفيتش سباسوكوكوتسكي (بالروسية: Серге́й Иванович Спасокукоцкий)‏‏ (10 يونيو 1870، كوستروما - 17 ديسمبر 1943 موسكو) هو جراحٌ سوفيتي، كان عضوًا في أكاديمية العلوم السوفيتية منذ عام 1942. حصل على جائزة الدولة السوفيتية عن أفرودته بعنوان (بالإنجليزية: Lung actinomycosis)‏، والتي تعني داء الشعيات في الرئة. كما حصل على عددٍ من الأوسمة مثل وسام لينين ووسام الراية الحمراء للعمل.